# 13 Hours
Pour plus de détails, voir Fiche technique et Distribution.
13 Hours ou 13 Heures - Les soldats secrets de Benghazi au Québec (13 Hours: The Secret Soldiers of Benghazi) est un film américain réalisé par Michael Bay et sorti en 2016.
Le film se déroule le 11 septembre 2012, soit 11 ans jour pour jour après les attentats du 11 septembre 2001. Des terroristes attaquent la mission diplomatique des États-Unis et une base de la CIA à Benghazi, en Libye. Quatre Américains sont tués, dont l'ambassadeur des États-Unis en Libye J. Christopher Stevens. Cette attaque est repoussée par six agents de sécurité, Jack Silva, Tyrone « Rone » Woods, Mark « Oz » Geist, Kris « Tanto » Paronto, Boon et John « Tig » Tiegen,.
Adapté d'un livre de Mitchell Zuckoff, le film revient sur l'attaque de Benghazi de 2012. Contrairement à la plupart des films précédents du réalisateur, celui-ci n'est pas un succès commercial. Par ailleurs, la presse est peu séduite par le film, malgré des avis positifs sur les scènes d'action.

## Synopsis
En 2012, la guerre civile fait rage en Libye après la chute de Mouammar Kadhafi. Se servant de l'immense arsenal du dictateur déchu, les milices mènent des combats à travers le pays.
À Benghazi, qui est devenue le lieu le plus dangereux du monde et que les consulats ont fermé à l'exception d'une mission diplomatique américaine, une base secrète de la CIA surveille le trafic d'armes à travers le pays. Elle est protégée par six agents contractuels : Jack Silva, Tyrone « Rone » Woods, Mark « Oz » Geist, Kris « Tanto » Paronto, Boon et John « Tig » Tiegen. Ils ne peuvent compter que sur la milice libyenne du 17 février pour les aider à assurer leur sécurité.
Le film commence début août 2012 avec Jack Silva qui arrive en mission à Benghazi et retrouve son camarade Tyrone Woods venu le chercher à l'aéroport pour l'emmener à la Base. Mais en route, ils sont pris en embuscade par une milice hostile d'Ansar al-Charia. Rone veut que son équipe de la Base intervienne, mais leur chef s'y oppose car c'est aux locaux (en l'occurrence la milice libyenne du 17 février) d'agir, alors que la situation est explosive dans le pays. Heureusement, Jack et Rone réussissent à repartir en faisant croire à la milice qu'ils possèdent un appui aérien (qu'ils n'ont pas). Arrivé à la Base, Jack rencontre le chef antipathique (proche de la retraite, il cherche à rester diplomate sans faire d'histoire) et ses partenaires de l'équipe de sécurité.
La Base comporte quatre bâtiments entourés d'une bergerie appelée « zombieland ».
À peine arrivés, Jack et son équipe doivent escorter deux agents de la CIA en ville pour une rencontre. Pour cette mission, Jack doit se faire passer pour le mari de l'agent Sona Jillani. Mais le rendez-vous tourne court car l'équipe est repérée par des hommes hostiles qui les poursuivent avant d'être neutralisés.
Cinq semaines plus tard le 9 septembre, l'équipe de sécurité organise la venue de l'ambassadeur J. Christopher Stevens  dans la mission diplomatique voisine, avec les agents Dave Ubben, Alec Henderson et Scott Strickland sur place et Glen « Bub » Doherty de Tripoli. Ils seront aidés par la milice libyenne du 17 février. Mais en inspectant la mission, ils constatent que la sécurité pourrait être insuffisante, malgré la proximité de la Base à 2 kilomètres. Le lendemain, l'ambassadeur arrive sur les lieux et rencontre le personnel. Il y fait un discours dans lequel il fait part de son intention d'améliorer les relations entre les Américains et le peuple libyen tout en les aidant à installer la démocratie. À l'issue du discours, l'ambassadeur se rend à la mairie avant de rentrer à la mission. Aucun déplacement n'est prévu le lendemain, car cela est trop risqué de sortir le jour de la commémoration du 11 septembre, et les chauffeurs de l'ambassadeur sont congédiés.
La Base est alors informée que les installations américaines risquent d'être prises pour cible par des attaques durant la semaine.
Le lendemain, mardi 11 septembre 2012, la journée se déroule normalement pour les Américains qui sont tranquilles. Alors que des libyens surveillent la mission et l'annexe, Jack apprend que sa femme est enceinte, tandis que Jillani sort le soir escortée par Oz pour une rencontre avec son contact. Mais le soir vers 21 h 40, les milices d'Ansar al-Charia prennent les armes et attaquent la mission. Très vite, les libyens qui assurent la sécurité, prennent la fuite tandis que l'ambassadeur se réfugie dans la pièce de haute sécurité avec Scott et l'expert télécom Sean Smith. Un appel à l'aide est lancé, l'équipe de sécurité à la Base est prête à intervenir, mais le chef leur ordonne d'attendre, considérant qu'ils n'ont aucune légitimité en Libye. 
À Tripoli, à 650 km de là, Bub Doherty, informé de l'attaque, part prendre l'avion pour Benghazi à la tête d'une équipe d'intervention, tandis qu'Oz informé des évènements interrompt la rencontre de Jillani pour rentrer à la Base en urgence. Mais les miliciens mettent le feu à la villa de la mission. Scott réussit à s'échapper, mais perd l'ambassadeur et Sean Smith qui se retrouvent piégés et asphyxiés. Pendant ce temps, l'équipe désobéit au chef en décidant d'intervenir à la mission avec l'interprète Ahmal.
Alors que l'équipe rencontre de la résistance sur la route, Oz, rentré, organise le renforcement de la sécurité de la Base qui se prépare à être attaquée. Tanto et Boon cherchent en vain un point de vue en haut d'un immeuble pour aider leurs camarades à avancer. Heureusement, l'équipe arrive à la mission aidée par la milice du 17 février et rejoint la sécurité de la villa. Mais ils ne retrouvent que Sean Smith, mort asphyxié, tandis que l'ambassadeur est introuvable. L'équipe pense que l'ambassadeur a été enlevé et qu'ils ont été manipulés par des soi-disant membres de la brigade du 17 février, mais ils doivent se dépêcher de partir car les milices ennemis reviennent. Lorsque ces dernières ouvrent le feu, les Américains évacuent la mission à deux voitures, mais la première voiture, conduite par Scott, se trompe de direction et se retrouve poursuivie et mitraillée par l'ennemi. Les deux voitures arrivent tant bien que mal à l'annexe, mais doivent se préparer à de nouvelles attaques. Rone prend le commandement de la 
Base, tandis que la CIA se prépare à évacuer dès que possible. À minuit, les agents de sécurité se placent sur les toits des quatre bâtiments.
À la suite d'une plainte d'un voisin, la Base éteint ses projecteurs intérieurs pour éviter de se faire repérer. Mais l'instant d'après, les gardes libyens prennent la fuite. Rapidement, une première vague arrive et tire sur les projecteurs, mais elle est repoussée par l'équipe. Cependant, les Américains doivent rester vigilants. Vers 1h du matin, tandis que l'équipe de Bub qui vient d'atterrir, rencontre des difficultés à l'aéroport en raison du manque de coopération des Libyens, la sécurité de la Base constate que le berger a sorti ses moutons dans le Zombieland. Le chef a appris que des Libyens ont emmené l'ambassadeur vivant dans un hôpital, mais il n'est pas sûr de la fiabilité de l'information. Plus tard, des hommes se faisant passer pour la brigade du 17 février lancent la seconde vague d'attaque, repoussée rapidement. La CIA appelle un soutien aérien d'urgence.
Les heures passent, les hommes veillent toujours. Vers 4 h 30, la Base apprend que l'ambassadeur a été retrouvé mort dans la villa par les Libyens et emmené à l'hôpital, tandis que l'équipe de Bub a enfin pu quitter l'aéroport de Benghazi mais n'arrive pas à trouver la Base secrète. Le convoi finit par 
y arriver pour mettre en œuvre l'évacuation. Mais les Libyens du convoi prennent la fuite et l'instant d'après, les miliciens ennemis effectuent des tirs de mortiers vers les toits de la Base. Rone et Bub sont tués et Oz est gravement blessé au bras. Alors que l'on soigne les blessés et que la Base est endommagée, un convoi inconnu arrive lourdement armé à l'entrée et les Américains se préparent au pire. Mais à leur grande surprise, c'est l'armée libyenne qui est arrivée pour les évacuer. Le chef refuse de partir, mais il est forcé d'embarquer avec le convoi. Ils arrivent à l'aéroport et tous prennent l'avion, à l'exception de Jack, Tanto, Boon et Tig. Ces derniers restent sur place pour escorter les morts dans le prochain avion quelques heures plus tard. On apprendra plus tard que l'équipe de sécurité a été décorée et qu'ils ont tous démissionné.

## Fiche technique
Sauf indication contraire, les informations mentionnées dans cette section peuvent être confirmées par la base de données cinématographiques IMDb,  présente dans la section « Liens externes ».
- Titre original : 13 Hours: The Secret Soldiers of Benghazi
- Titre français : 13 Hours
- Titre québécois : 13 Heures - Le Secret des soldats de Benghazi
- Réalisation : Michael Bay
- Scénario : Chuck Hogan, d'après l'ouvrage 13 Hours de Mitchell Zuckoff
- Musique : Lorne Balfe
- Direction artistique : Marco Trentini
- Décors : Jeffrey Beecroft
- Costumes : Deborah Lynn Scott
- Photographie : Dion Beebe
- Montage : Pietro Scalia, Michael McCusker (en) et Calvin Wimmer
- Effets spéciaux : Industrial Light & Magic
- Production : Erwin Stoff et Michael Bay

Producteurs délégués : Scott Gardenhour
Coproducteurs : Michael Kase et Jasmin Torbati
- Sociétés de production : 3 Arts Entertainment, Latina Pictures, Dune Films, Bay Films et Paramount Pictures
- Sociétés de distribution : Paramount Pictures (États-Unis), Paramount Pictures France (France)
- Budget : 50 000 000 $[4]
- Pays de production :  États-Unis
- Langues originales : anglais et arabe
- Format : couleurs - 2.35:1 - 35 mm - son Dolby Digital
- Genre : guerre, action
- Durée : 144 minutes
- Dates de sortie[5] :
  - États-Unis : 14 janvier 2016 (première au Cowboys Stadium à Arlington), 15 janvier 2016 (sortie nationale)
  - Canada : 15 janvier 2016
  - France : 30 mars 2016
- Classification[6] :
  - États-Unis : R
  - France : interdit aux moins de 12 ans

## Distribution
- John Krasinski (VF : Mathieu Moreau ; VQ : Christian Perrault) : Jack Silva
- James Badge Dale (VF : Jochen Haëgele ; VQ : Frédérik Zacharek) : Tyrone « Rone » Woods
- Max Martini (VF : Frédéric Souterelle ; VQ : Benoît Rousseau) : Mark « Oz » Geist
- Pablo Schreiber (VF : Valentin Merlet ; VQ : Tristan Harvey) : Kris « Tanto » Paronto
- David Denman (VF : Jérémie Covillault ; VQ : Martin Desgagné) : Dave « Boon » Benton
- Dominic Fumusa (VF : David Mandineau ; VQ : Pierre-Étienne Rouillard) : John « Tig » Tiegen
- Toby Stephens (VF : Rémi Bichet ; VQ : Patrick Chouinard) : Glen « Bub » Doherty
- David Giuntoli (VF : Anatole de Bodinat ; VQ : Alexis Lefebvre) : Scott Strickland
- Freddie Stroma (VF : Gauthier Battoue ; VQ : Philippe Martin) : Brit Vayner
- Alexia Barlier (VF : elle-même ; VQ : Émilie Josset) : Sona Jillani
- David Costabile (VF : Bernard Gabay) : le chef
- Matt Letscher (VF : Serge Faliu) : l'ambassadeur des États-Unis en Libye, J. Christopher Stevens
- Payman Maadi (VF : Mustapha Abourachid ; VQ : Antoine Durand) : Amahl

 Source et légende : version française (VF) sur RS Doublage ; version québécoise (VQ) sur Doublage.qc.ca

## Production

### Genèse et développement
En février 2014, il est annoncé que Paramount Pictures est en négociation avec 3 Arts Entertainment pour acquérir les droits du livre 13 Hours de Mitchell Zuckoff, et qu'Erwin Stoff produira le film. Chuck Hogan est ensuite chargé d'adapter le livre. En octobre 2014, Michael Bay est engagé comme réalisateur.

### Attribution des rôles
En janvier 2015, John Krasinski rejoint la distribution dans le rôle d'un soldat de l'US Navy SEAL.
Mark Wahlberg était le premier choix pour incarner Tyrone "Rone" Woods. Il doit se désengager, pris par d'autres projets.
En janvier 2015, Pablo Schreiber décroche quant à lui le rôle d'un des 6 agents de sécurité. Il est rejoint quelques jours plus tard par James Badge Dale, puis par Max Martini. En mars 2015, David Denman obtient le rôle du sniper d'élite, Boon. Le même mois, c'est au tour de Dominic Fumusa d'intégrer la distribution, dans le rôle de John « Tig » Tiegen. Quelques jours plus tard, Freddie Stroma est confirmé dans le rôle d'un agent sous couverture de la CIA. En mai 2015, Toby Stephens est annoncé pour le rôle de Glen « Bub » Doherty.

### Tournage
Le tournage a eu lieu à Malte (Ħ'Attard, Il-Mosta, Paola, Ta' Qali) et au Maroc.

## Accueil

### Critiques
13 Hours a reçu des critiques mitigées de la part des critiques, même si certains y ont vu un effort bienvenu de Michael Bay. Sur le site Web de l'agrégateur de critiques Rotten Tomatoes, le film a une note d'approbation de 51 % sur la base de 224 critiques, avec une note moyenne de 5,5⁄10 contre une note d'approbation du public de 82 %. Le consensus du site se lit comme suit : « 13 Hours : les soldats secrets de Benghazi est un effort relativement mature et modéré de Michael Bay, bien que celui-ci ne puisse pas vraiment se vanter de l'impact que son histoire factuelle mérite ». Sur Metacritic, le film a un score de 48⁄100 basé sur 36 critiques, indiquant des « critiques mitigées ou moyennes ». Le public interrogé par CinemaScore a donné au film une note moyenne de « A » sur une échelle de A + à F.
En France, l'accueil est plus modéré pour la presse spécialisée, puisque pour 20 critiques, le site Allociné lui attribue une moyenne de 3⁄5. Les critiques spectateurs sont plus positives avec une moyenne établie à 3,8/5 pour 3775 notes et 262 critiques

### Box-office
13 Hours est le film de Michael Bay ayant le moins bien marché[réf. souhaitée] : 69 400 000 $ de recettes mondiales, pour un budget de production de 50 000 000 $. Le film ne totalise que 52 853 219 $ aux États-Unis et au Canada.
| Pays ou région    | Box-office      | Date d'arrêt du box-office | Nombre de semaines |
| ----------------- | --------------- | -------------------------- | ------------------ |
| États-Unis Canada | 52 853 219 $    | 24 mars 2016               | 10                 |
| France            | 106 354 entrées |                            |                    |
| Total mondial     | 69 411 370 $    | -                          | -                  |